# Piendamó
Piendamó là một khu tự quản thuộc tỉnh Cauca, Colombia. Thủ phủ của khu tự quản Piendamó đóng tại Piendamó Khu tự quản Piendamó có diện tích 197 ki lô mét vuông. Đến thời điểm ngày 28 tháng 5 năm 2005, khu tự quản Piendamó có dân số 23187 người.